# Calyptrophora gerdae
Calyptrophora gerdae is een zachte koraalsoort uit de familie Primnoidae. De koraalsoort komt uit het geslacht Calyptrophora. Calyptrophora gerdae werd in 2001 voor het eerst wetenschappelijk beschreven door Bayer. 